# ویلیام کارماژین
ویلیام کارماژین (اسلواکی: Viliam Karmažin؛ ۲۳ سپتامبر ۱۹۲۲ – ۱۰ آوریل ۲۰۱۸ (در ۹۵ سالگی)) آهنگساز و رهبر ارکستر اهل کشور اسلواکی بود. او باسابقه‌ترین رهبر ارکستر جهان بود.